# Graphisme 2D
« 2D » redirige ici. Pour les autres significations, voir 2D (homonymie).
 (octobre 2019).
Si vous disposez d'ouvrages ou d'articles de référence ou si vous connaissez des sites web de qualité traitant du thème abordé ici, merci de compléter l'article en donnant les références utiles à sa vérifiabilité et en les liant à la section « Notes et références ».
Le graphisme 2D, ou graphisme en deux dimensions, est la génération par le biais d'un ordinateur, d'images numériques principalement issues de modèles en deux dimensions (tels que des modèles géométriques en 2D, des textes et des images numériques) et des techniques spécifiques qui leur sont affiliées. Le mot peut aussi bien se référer à la branche de l'informatique qui comprend ces techniques que pour les modèles eux-mêmes,,.
Le graphisme 2D est principalement utilisé dans les applications qui ont été développées à l'origine sur des technologies traditionnelles d'impression et de dessin, tels que la typographie, la cartographie, le dessin technique, ou encore la publicité. Dans ces applications, l'image en deux dimensions n'est pas seulement une représentation d'un objet du monde réel, mais un artefact indépendant avec une valeur sémantique ajoutée ; les modèles bidimensionnels sont donc préférés, car ils donnent un contrôle plus direct de l'image par rapport à l'infographie tridimensionnelle (dont l'approche tient plutôt de la photographie que de la typographie).